# جوسلين بوراسا
جوسلين بوراسا هي لاعبة غولف كندية، ولدت في 30 مايو 1947 في شاوينيغان في كندا.

## وصلات خارجية
- جوسلين بوراسا على موقع رابطة لاعبات الغولف المحترفات (الإنجليزية)
- جوسلين بوراسا على موقع قاعة كندا للمشاهير الرياضية (الإنجليزية)
- جوسلين بوراسا على موقع قاعة كيبيك للمشاهير الرياضية (الفرنسية)